# Dominik Thalhammer
Dominik Thalhammer (Vienna, 2 ottobre 1970) è un allenatore di calcio e dirigente sportivo austriaco.

## Palmarès

### Nazionale
- Cyprus Cup: 1

2016